# Munizip al-Quba
Al-Quba, arabisch القبة, DMG al-Quba, war ein Munizip, das im Nordosten der Libysch-Arabischen Republik lag. Er ging 2007 im neuen Munizip Darna auf.

## Geographie
Im gesamten Gebiet von al-Quba lebten 93.895 Menschen (Stand 2003) auf einer Fläche von insgesamt 14.722 km². Im Norden grenzte das Munizip an das Mittelmeer, am Land grenzt es an folgende ehemalige Munizipen:
- Munizip Darna – Nordosten
- Munizip al-Butnan – Osten
- Munizip al-Wahat – Süden
- Munizip al-Dschabal al-Achdar – Westen